# Cerastium comatum
Cerastium comatum là loài thực vật có hoa thuộc họ Cẩm chướng. Loài này được Desv. mô tả khoa học đầu tiên năm 1816.